# Francesco Lupi
Francesco Lupi (San Martino della Pontonara, 14 novembre 1897 – Ferrara, 29 febbraio 1960) è stato un pittore e decoratore italiano.

## Biografia
Figlio di Giovanni, custode del palazzo Arcivescovile di Ferrara, sin da bambino fu attratto dall'arte, copiando sui quaderni scolastici gli affreschi dei soffitti dell'Arcivescovado. Ciò convinse il genitore ad iscriverlo alla civica scuola d'arte Dosso Dossi, in cui fu allievo dei fratelli Angelo e Giovan Battista Longanesi-Cattani, diplomandosi nel 1914. In questi anni fu compagno di studi dello scultore Ulderico Fabbri, con il quale più tardi condividerà l'interesse per l'ipnosi e l'occultismo.
Arruolatosi durante la prima guerra mondiale, Lupi fu inviato a combattere in Albania, dove contrasse la malaria che lo costrinse a una lunga convalescenza. Tornato a Ferrara, sposò Desdemona Vancini è cominciò a dedicarsi sia alla pittura da cavalletto, sia alla decorazione murale: in tal senso apprese le nozioni tecniche frequentando la bottega ferrarese di Mario Rizzardi.
Fra le prime opere vi furono un ritratto dell'onorevole Ercole Trotti-Mosti e Giocando con i girasoli, bizzarra e visionaria composizione ambientata in un giardino. 
Per mantenere la famiglia, dopo la nascita dei due figli Vertunno e Loredana, fu costretto nel 1927 a trasferirsi a Genova e fu assunto come "addobbatore" presso il cinema Moderno, situato in via XX settembre. Il suo compito era quello di disegnare i cartelloni, le insegne e gli striscioni pubblicitari, di realizzare composizioni scenografiche nell'atrio con l'ausilio di scagliola e cartapesta, e di preparare manichini addobbati con costumi che evocavano i film in programmazione. In questo periodo realizzò inoltre i ritratti del re Vittorio Emanuele III e della regina Elena, per il Circolo degli ufficiali in congedo di Genova, e il ritratto equestre del marchese Saibante, collocato nella scuola militare di cavalleria di Pinerolo.
Rientrato a Ferrara nel 1932, Lupi riprese a coltivare una pittura dagli echi visionari e colti, con Leda col cigno, Endimione dormiente, I lottatori e soprattutto Prospettiva fantastica della Giovecca (Ferrara, Museo d'arte moderna e contemporanea Filippo de Pisis), in cui reinventò un angolo retrostante la Prospettiva come un capriccio scenografico.
Si dedicò soprattutto alla decorazione parietale ornando palazzi e cappelle funerarie della città, nonché al restauro pittorico: ad esempio ritoccò gli affreschi settecenteschi di palazzo Novelli, eseguiti da Giuseppe Antonio Ghedini, e di casa Rambaldi. 
Come pittore da cavalletto, Lupi eseguì il ritratto del giovane artista Cesare Lampronti, vedute ferraresi di stile più tradizionale e nature morte neo-barocche, sul modello di Giorgio De Chirico. Nel 1939 eseguì un ritratto di Giuseppe Verdi, liberamente ispirato a quello notissimo di Giovanni Boldini
Espose i suoi dipinti in alcune collettive: nel 1948 aderì con cinque opere a una mostra allestita presso il municipio di Vigarano Mainarda e nel 1951 presentò i ritratti idealizzati di Michelangelo e di Raffaello ad una rassegna di maestri d'arte presso il ridotto del Teatro comunale.
Colpito da ictus, trascorse gli ultimi due anni di vita in completa immobilità e morì nel febbraio 1960.